# Damernas 100 meter vid världsmästerskapen i friidrott 2022
Damernas 100 meter vid världsmästerskapen i friidrott 2022 avgjordes den 16 och 17 juli 2022 på Hayward Field i Eugene i USA.
Samtliga pallplatser togs av friidrottare från Jamaica. Guldet togs av Shelly-Ann Fraser-Pryce som sprang i mål på 10,67 sekunder, vilket blev ett nytt mästerskapsrekord samt hennes femte VM-guld på 100 meter. Silvret togs av Shericka Jackson som satte ett nytt personbästa på 10,73 sekunder och bronset togs av Elaine Thompson-Herah på tiden 10,81 sekunder.

## Rekord
Innan tävlingens start fanns följande rekord:
| Rekord                                         | Idrottare                      | Tid   | Plats                  | Datum           |
| ---------------------------------------------- | ------------------------------ | ----- | ---------------------- | --------------- |
| Världsrekord                                   | Florence Griffith-Joyner (USA) | 10,49 | Indianapolis, USA      | 16 juli 1988    |
| Mästerskapsrekord                              | Marion Jones (USA)             | 10,70 | Sevilla, Spanien       | 22 augusti 1999 |
| Världsårsbästa                                 | Shelly-Ann Fraser-Pryce (JAM)  | 10,67 | Nairobi, Kenya         | 7 maj 2022      |
| Världsårsbästa                                 | Shelly-Ann Fraser-Pryce (JAM)  | 10,67 | Paris, Frankrike       | 18 juni 2022    |
| Afrikanskt rekord                              | Murielle Ahouré (CIV)          | 10,78 | Montverde, USA         | 11 juni 2016    |
| Afrikanskt rekord                              | Marie-Josée Ta Lou (CIV)       | 10,78 | Tokyo, Japan           | 30 juli 2021    |
| Asiatiskt rekord                               | Li Xuemei (CHN)                | 10,79 | Shanghai, Kina         | 18 oktober 1997 |
| Nord-, centralamerikanskt och karibiskt rekord | Florence Griffith-Joyner (USA) | 10,49 | Indianapolis, USA      | 16 juli 1988    |
| Sydamerikanskt rekord                          | Rosângela Santos (BRA)         | 10,91 | London, Storbritannien | 6 augusti 2017  |
| Europeiskt rekord                              | Christine Arron (FRA)          | 10,73 | Budapest, Ungern       | 19 augusti 1998 |
| Oceaniskt rekord                               | Zoe Hobbs (NZL)                | 11,09 | Mackay, Australien     | 7 juni 2022     |

## Program
Alla tider är lokal tid (UTC−7).
| Datum   | Tid   | Omgång      |
| ------- | ----- | ----------- |
| 16 juli | 17:10 | Försöksheat |
| 17 juli | 17:33 | Semifinaler |
| 17 juli | 19:50 | Final       |

## Resultat

### Försöksheat
De tre första i varje heat 0Q0 samt de tre snabbaste tiderna 0q0 kvalificerade sig för semifinalerna.
| Placering | Heat | Namn                    | Nationalitet          | Tid   | Noteringar |
| --------- | ---- | ----------------------- | --------------------- | ----- | ---------- |
| 1         | 5    | Dina Asher-Smith        | Storbritannien        | 10,84 | 0Q0, 0SB0  |
| 2         | 2    | Shelly-Ann Fraser-Pryce | Jamaica               | 10,87 | 0Q0        |
| 3         | 4    | Marie-Josée Ta Lou      | Elfenbenskusten       | 10,92 | 0Q0, 0SB0  |
| 4         | 2    | Daryll Neita            | Storbritannien        | 10,95 | 0Q0, 0SB0  |
| 4         | 4    | Twanisha Terry          | USA                   | 10,95 | 0Q0        |
| 6         | 7    | Mujinga Kambundji       | Schweiz               | 10,97 | 0Q0        |
| 7         | 1    | Shericka Jackson        | Jamaica               | 11,02 | 0Q0        |
| 8         | 7    | Melissa Jefferson       | USA                   | 11,03 | 0Q0        |
| 9         | 6    | Aleia Hobbs             | USA                   | 11,04 | 0Q0        |
| 10        | 5    | Julien Alfred           | Saint Lucia           | 11,05 | 0Q0        |
| 11        | 7    | Ewa Swoboda             | Polen                 | 11,07 | 0Q0        |
| 12        | 1    | Zoe Hobbs               | Nya Zeeland           | 11,08 | 0Q0, 0AR0  |
| 13        | 1    | Anthonique Strachan     | Bahamas               | 11,08 | 0Q0        |
| 14        | 5    | Aminatou Seyni          | Niger                 | 11,09 | 0Q0        |
| 14        | 2    | Gina Lückenkemper       | Tyskland              | 11,09 | 0Q0        |
| 16        | 4    | Kemba Nelson            | Jamaica               | 11,10 | 0Q0        |
| 17        | 3    | Elaine Thompson-Herah   | Jamaica               | 11,15 | 0Q0        |
| 18        | 2    | Tynia Gaither           | Bahamas               | 11,16 | 0q0        |
| 19        | 3    | Nzubechi Grace Nwokocha | Nigeria               | 11,16 | 0Q0        |
| 19        | 5    | Murielle Ahouré         | Elfenbenskusten       | 11,16 | 0q0        |
| 21        | 2    | Ge Manqi                | Kina                  | 11,17 | 0q0        |
| 22        | 6    | Michelle-Lee Ahye       | Trinidad och Tobago   | 11,18 | 0Q0        |
| 23        | 5    | Vitoria Cristina Rosa   | Brasilien             | 11,20 |            |
| 24        | 1    | Imani Lansiquot         | Storbritannien        | 11,24 |            |
| 25        | 1    | Liang Xiaojing          | Kina                  | 11,25 |            |
| 26        | 3    | Zaynab Dosso            | Italien               | 11,26 | 0Q0        |
| 27        | 3    | Joella Lloyd            | Antigua och Barbuda   | 11,27 |            |
| 28        | 6    | Edidiong Odiong         | Bahrain               | 11,28 | 0Q0        |
| 29        | 3    | Diana Vaisman           | Israel                | 11,29 |            |
| 30        | 7    | Bree Masters            | Australien            | 11,29 | 0PB0       |
| 31        | 5    | Alexandra Burghardt     | Tyskland              | 11,29 | 0SB0       |
| 32        | 4    | Carina Horn             | Sydafrika             | 11,29 |            |
| 33        | 7    | Maria Isabel Pérez      | Spanien               | 11,30 |            |
| 34        | 6    | Khamica Bingham         | Kanada                | 11,30 |            |
| 34        | 4    | Géraldine Frey          | Schweiz               | 11,30 |            |
| 36        | 4    | Patrizia van der Weken  | Luxemburg             | 11,34 |            |
| 37        | 6    | Ajla del Ponte          | Schweiz               | 11,41 |            |
| 38        | 7    | Lorène Dorcas Bazolo    | Portugal              | 11,44 |            |
| 39        | 3    | Crystal Emmanuel        | Kanada                | 11,48 |            |
| 40        | 6    | Jasmine Abrams          | Guyana                | 11,55 |            |
| 41        | 1    | Olga Safronova          | Kazakstan             | 11,65 |            |
| 42        | 2    | Fatmata Awolo           | Sierra Leone          | 11,77 |            |
| 43        | 1    | Mudhawi Alshammari      | Kuwait                | 11,91 |            |
| 44        | 2    | Amya Clarke             | Saint Kitts och Nevis | 11,98 |            |
| 45        | 5    | Hereiti Bernardino      | Franska Polynesien    | 12,90 | 0SB0       |
| 46        | 6    | Zarinae Sapong          | Nordmarianerna        | 12,98 | 0PB0       |
| 47        | 7    | Jovita Arunia           | Salomonöarna          | 13,15 | 0PB0       |
| 48        | 3    | Yasmeen Aldabbagh       | Saudiarabien          | 13,21 |            |
| 49        | 4    | Ka'alieena Bien         | Marshallöarna         | 14,71 | 0PB0       |

### Semifinaler
De två första i varje heat 0Q0 samt de två snabbaste tiderna 0q0 kvalificerade sig för finalen.
| Placering | Heat | Namn                    | Nationalitet        | Tid   | Noteringar |
| --------- | ---- | ----------------------- | ------------------- | ----- | ---------- |
| 1         | 2    | Elaine Thompson-Herah   | Jamaica             | 10,82 | 0Q0        |
| 2         | 1    | Shericka Jackson        | Jamaica             | 10,84 | 0Q0        |
| 3         | 2    | Marie-Josée Ta Lou      | Elfenbenskusten     | 10,87 | 0Q0, 0SB0  |
| 4         | 1    | Dina Asher-Smith        | Storbritannien      | 10,89 | 0Q0        |
| 5         | 2    | Melissa Jefferson       | USA                 | 10,92 | 0q0        |
| 6         | 3    | Shelly-Ann Fraser-Pryce | Jamaica             | 10,93 | 0Q0        |
| 7         | 3    | Aleia Hobbs             | USA                 | 10,95 | 0Q0        |
| 8         | 2    | Mujinga Kambundji       | Schweiz             | 10,96 | 0q0        |
| 9         | 3    | Daryll Neita            | Storbritannien      | 10,97 |            |
| 10        | 2    | Anthonique Strachan     | Bahamas             | 10,98 | 0PB0       |
| 11        | 1    | Twanisha Terry          | USA                 | 11,04 |            |
| 12        | 2    | Ewa Swoboda             | Polen               | 11,08 |            |
| 13        | 3    | Gina Lückenkemper       | Tyskland            | 11,08 |            |
| 14        | 3    | Zoe Hobbs               | Nya Zeeland         | 11,13 |            |
| 15        | 2    | Ge Manqi                | Kina                | 11,13 |            |
| 16        | 1    | Nzubechi Grace Nwokocha | Nigeria             | 11,16 |            |
| 17        | 1    | Aminatou Seyni          | Niger               | 11,21 |            |
| 18        | 3    | Michelle-Lee Ahye       | Trinidad och Tobago | 11,24 |            |
| 19        | 1    | Kemba Nelson            | Jamaica             | 11,25 |            |
| 20        | 1    | Murielle Ahouré         | Elfenbenskusten     | 11,25 |            |
| 21        | 3    | Zaynab Dosso            | Italien             | 11,28 |            |
| 22        | 2    | Edidiong Odiong         | Bahrain             | 11,56 |            |
|           | 1    | Julien Alfred           | Saint Lucia         | 0DSQ0 |            |
|           | 3    | Tynia Gaither           | Bahamas             | 0DSQ0 |            |

### Final
Finalen startade den 17 juli klockan 19:50.
Vind: +0,8 m/s
| Placering | Namn                    | Nationalitet    | Tid   | Noteringar  |
| --------- | ----------------------- | --------------- | ----- | ----------- |
| 1         | Shelly-Ann Fraser-Pryce | Jamaica         | 10,67 | 0MR0, 0=VB0 |
| 2         | Shericka Jackson        | Jamaica         | 10,73 | 0PB0        |
| 3         | Elaine Thompson-Herah   | Jamaica         | 10,81 |             |
| 4         | Dina Asher-Smith        | Storbritannien  | 10,83 | 0=NR0       |
| 5         | Mujinga Kambundji       | Schweiz         | 10,91 |             |
| 6         | Aleia Hobbs             | USA             | 10,92 |             |
| 7         | Marie-Josée Ta Lou      | Elfenbenskusten | 10,93 |             |
| 8         | Melissa Jefferson       | USA             | 11,03 |             |